# Čáp (Góry Stołowe)
Čáp – szczyt w czeskiej części Gór Stołowych (cz. Broumovská vrchovina) o wysokości 786 m n.p.m.
Čáp  jest najwyższym szczytem Adrszpasko-Cieplickich Skał i całego mikroregionu Polická vrchovina. Leży w południowej części Adrszpasko-Cieplickich Skał, w pobliżu miejscowości Skály.
Zbudowany jest z piaskowców ciosowych górnych (koniak - najmłodsza warstwa Gór Stołowych).
Częściowo porośnięty lasem świerkowym regla dolnego.
Ku południowi Čáp  opada pionowymi ścianami, dzięki czemu stanowi popularne miejsce widokowe – panorama obejmuje Karkonosze, Góry Krucze, Jestřebí hory, Góry Stołowe, Góry Bystrzyckie i Góry Orlickie.
Przez szczyt prowadzi:
- zielony szlak turystyczny z Teplic nad Metují do przysiółka Skály i dalej do Maršova nad Metují.